# Saxifraga lowndesii
Saxifraga lowndesii är en stenbräckeväxtart som beskrevs av H. Sm.. Saxifraga lowndesii ingår i Bräckesläktet som ingår i familjen stenbräckeväxter. Inga underarter finns listade i Catalogue of Life.